# ألفرد غوين فاندربلت
ألفرد غوين فاندربلت (بالإنجليزية: Alfred Gwynne Vanderbilt I)‏ هو نجم اجتماعي وشخصية أعمال أمريكي، ولد في 20 أكتوبر 1877 في نيويورك في الولايات المتحدة، وتوفي في 7 مايو 1915 في المحيط الأطلسي.